# The Heirs
The Heirs, também conhecido como The Inheritors (hangul: 왕관을 쓰려는 자, 그 무게를 견뎌라 – 상속자들) é uma telenovela sul-coreana estrelada por Lee Min-ho e Park Shin-hye. Escrito por Kim Eun-sook, o drama moderno é situado em uma escola povoada por jovens privilegiados e ricos. Foi ao ar pela SBS de 9 de outubro a 12 de dezembro de 2013 com um total de vinte episódios.
Este foi o primeiro drama coreano co-produzido pela plataforma de distribuição digital estadunidense DramaFever e a produtora coreana Hwa & Dam Pictures.

## Enredo
A série segue um grupo de estudantes do ensino médio ricos, de elite e como eles são preparados para assumir impérios empresariais de suas famílias. Estes estudantes ricos parecem ter tudo sob controle, exceto suas vidas amorosas. Kim Tan (Lee Min-ho) é um herdeiro bonito e rico de um grande conglomerado coreano que é enviado para estudar nos Estados Unidos. Na realidade, é uma forma de exílio, com seu meio-irmão mais velho de volta para casa, Kim Won (Choi Jin-hyuk) tendo esquemas para assumir os negócios da família. Enquanto que nos Estados Unidos, Kim Tan esbarra em Cha Eun-sang (Park Shin-hye), que chegou da Coreia do Sul em busca de sua irmã mais velha. Lentamente, ele se apaixona por ela, sem perceber que ela é a filha da empregada da família.
Quando a noiva de Kim Tan, Rachel Yoo (Kim Ji-won), chega para trazê-lo de volta para a Coreia, o seu coração está dividido entre o amor e o dever. Enquanto isso, Rachel e seu futuro meio-irmão e ex-melhor amigo de Kim Tan, Choi Young-do (Kim Woo-bin) vão para a mesma escola que Kim Tan e Eun-Sang, e Young Do começa a gostar de  Cha Eun-sang. Problemas surgem quando os herdeiros percebem as diferenças entre o dinheiro e o mundo real.

## Elenco

### Elenco principal
- Lee Min-ho como Kim Tan[9][10][11][12][13][14][15]
  - Jung Chan-woo como Kim Tan jovem (estudante do ensino médio)

Ele é o futuro herdeiro do Jeguk (que significa "Empire") Group. Embora tenha cabeça quente e é imaturo, Kim Tan é bondoso e honesto. Ele não tem um bom relacionamento com seu pai e seu meio-irmão, ele constantemente procura amizade com o último citado, mas ele não lhe dá qualquer atenção. É o filho da amante de seu pai, mas está listado no registro de família como filho da segunda esposa de seu pai, a fim de ser um herdeiro legítimo. Antes de voltar para a Coreia, ele foi exilado por seu irmão para estudar nos EUA, onde tornou-se noivo de Rachel Yoo "para que não tenha que se casar com ela mais tarde", mas é atraído por Cha Eun-sang à primeira vista e se apaixona por ela.
- Park Shin-hye como Cha Eun-sang[18][19][20][21]

Ela trabalha diligentemente em empregos a tempo parcial para se sustentar e sustentar a sua mãe, e se vê envolvido em um triângulo amoroso entre Kim Tan e Choi Young-do. Ela vive na casa de Kim Tan, desde que sua mãe perdeu todo seu dinheiro. Ela cresceu com Yoon Chan-young, seu melhor amigo, e está matriculada em Jeguk High School com uma bolsa de estudos. Kim Tan entra em sua vida e não vai parar de persegui-la, mas se ela não retribuir seus sentimentos, muitos estão empenhados em dividi-los.
- Kim Woo-bin como Choi Young-do[23][24][25]
  - Yang Hyun-mo como Young-do jovem (estudante do ensino médio)

O herdeiro do Zeus Hotel Group. Ele tem um QI de 150, mas não colocar qualquer esforço em seu trabalho escolar. Devido a isso, ele ocupa a 98 de 100 em sua classe durante a primeira fase final do Jeguk High School. Conhecido por sua astúcia e inteligência, ele é temido por seus colegas de classe, a quem ele valentão. Seu pai, Choi Dong-wook é impiedosamente rigoroso e fisicamente abusivo em relação a ele, e se envolve com ele no judô para impedi-lo de fazer as coisas. Como parte de seu treinamento como o próximo CEO do Zeus Hotel, Young-do muitas vezes é visto lavando pratos no hotel, algo que ele vem fazendo desde que estava no ensino médio. Sendo o ex-melhor amigo de Kim Tan, os dois agora têm um ódio mútuo um pelo outro, que foi parcialmente provocado pela partida da mãe de Young-do. Young-do começa a mexr com Eun-sang para irritar Tan mas ele logo percebe que não é a única razão pela qual ela está sempre em sua mente.
- Kang Min-hyuk como Yoon Chan-young[28]

Filho do secretário do Grupo Jeguk. Ele e Cha Eun-sang se conhecem desde que eram crianças e eles têm sido amigos desde então. De cabeça fria e inteligente, Chan-young é classificado como número um em sua classe, e sempre vê o melhor nas pessoas. Apesar de ter uma bolsa de estudos, ele não apanha dos alunos de "status social mais elevado", porque ele é o presidente da classe. Ele acha que tudo o que sua namorada Lee Bo-na faz é bonito, especialmente quando ela está com ciúmes.
- Krystal Jung como Lee Bo-na[29]

Ela é a filha do presidente da Mega Entertainment, e, portanto, é um pouco mimada, mas bonita e tem um bom coração. Kim Tan foi seu primeiro amor e ex-namorado, e agora eles ainda são amigos. Ela é super dedicada e possessiva para seu atual namorado, Yoon Chan-young. Ela não gosta de Cha Eun-sang por ser a melhor amigo de Chan-young, acreditando que "não há nenhuma maneira para uma menina e um menino serem simplesmente amigos", mas com o passar do tempo ela se torna amiga de Eun-sang, mesmo não admitindo o fato.
- Kim Ji-won como  Rachel Yoo[30][31]

Noiva de Kim Tan. A herdeira rica, elegante e altiva da empresa de vestuário RS International, ela também é conhecida como "Paris Hilton do Jeguk High School". Sua personalidade espinhosa se estende a Cha Eun-sang, especialmente quando ela percebe que Kim Tan gosta dela. Furiosa e humilhada, ela tenta muitas vezes separá-los. Perto do fim, Rachel começa a ter sentimentos hesitantes para Lee Hyo-shin, com quem ela tem muito em comum. Ela também parece ser próxima do meio-irmão de Tan, Kim Won.
- Choi Jin-hyuk como Kim Won[32]

Meio-irmão mais velho de Kim Tan, um executivo jovem, talentoso e capaz, que comanda o gigante conglomerado de sua família, Jeguk Group. No atrito constante com sua família, ele tenta governar a empresa, e teme que Tan fique em seu caminho. Devido a isso, ele nunca teve uma relação fraternal com Tan, que tenta de tudo para conquistar o coração de seu irmão. Ele e Tan, eventualmente, aprendem a conviver. Ele escolhe se concentrar na execução do grupo Jeguk em detrimento de seu relacionamento com Jeon Hyun-joo. Embora Won tenta de tudo para salvar seu relacionamento, Hyun-joo sabe que não há nada que ele possa fazer, e ela rompe com ele para lhe permitir realizar o seu sonho.
- Kang Ha-neul como Lee Hyo-shin[33]

Filho de um procurador-geral. Ele tem uma queda por sua professora particular, Jeon Hyun-joo. Sua mãe e seu pai constantemente pressioná-lo a entrar na faculdade de direito, apesar de sua antipatia para a profissão. Calmo e descontraído, ele comanda o sistema de transmissão de escola. Ele também é amigo íntimo de Kim Tan. Para superar a pressão de sua família, ele se junta ao exército sem dizer a ninguém além de Kim Tan e Rachel, com quem desenvolve uma amizade.
- Park Hyung-sik como Jo Myung-soo

Filho do CEO da Victory Law Firm, o maior escritório de advocacia na cidade. Rápido a pensar, ele é um preguiçoso que não quer herdar o negócio da família. Brincalhão e um palhaço, ele prefere sair para boates e tirar fotos de seus amigos. Embora ele não entenda o seu melhor amigo Choi Young-do, ele ainda tenta ajudá-lo. Myung-soo muitas vezes fica em seu estúdio privado com Young-do e Lee Bo-na, onde há uma parede coberta de fotos de seus amigos e familiares.

### Coadjuvantes
- Im Joo-eun como Jeon Hyun-joo

Uma professora do Jeguk High School, ela é legal, sendo um pouco estranho. Ela compartilha o mesmo diligente, personalidade séria como Cha Eun-sang. Hyun-joo chama a atenção de Kim Won por sua inteligência aguda, e eles entram em um relacionamento. Mas ela sabia que nunca ia dar certo, não importa o quanto ela e Won quisessem. Ela era anteriormente a professora particular de Lee Hyo-shin, que tinha uma queda por ela.
- Jeon Soo-jin como Kang Ye-sol

A filha de uma ex-hostess que possui 10 grandes bares em Gangnam, Seul. Sua melhor amiga é Lee Bo-na, enquanto sua mãe é amiga da mãe biológica de Kim Tan. Sua existência em Jeguk High School era normal até Rachel expor a profissão de sua mãe, que suspendeu temporariamente a sua amizade com Bo-na.
- Jo Yoon-woo como Moon Joon-young

Vítima de bullying por parte de Choi Young-do no Jeguk High School.
- Choi Won-young como Yoon Jae-ho

Secretário do Jeguk Group. Pai de Yoon Chan-young, e anteriormente envolvido com Esther Lee.
- Yoon Son-ha como Esther Lee

Presidente da RS International. Mãe de Rachel Yoo, e noiva de Choi Dong-wook, pai de Young-do.
- Kim Sung-ryung como Han Ki-ae

Mãe de Kim Tan e amante de Kim Nam-yoon, o pai de Tan.
- Park Joon-geum como Jeong Ji-sook

Presidente do Jeguk High School. A segunda esposa de Kim Nam-Yoon, e mãe registrado de Kim Tan. Egoísta e controladora, ela tenta assumir o Jeguk Group quando o presidente e seu marido Nam-yoon adoece.
- Kim Mi-kyung como Park Hee-nam

A governanta muda da família Kim, e mãe de Cha Eun-sang. Ela perdeu a voz quando tinha três anos de idade, devido a uma febre alta. Ela muitas vezes dá conselhos à mãe de Tan, embora no início ela não tratá-la bem, elas acabam em termos amigáveis. Ela é gentil, e quer o melhor para sua filha.
- Choi Jin-ho como Choi Dong-wook

Presidente do Zeus Hotel Group. Pai de Choi Young-do, e noivo de Esther Lee. Ele é controlador, e tornou-se um mulherengo depois que sua primeira esposa, a mãe de Young-do, deixou sua família.
- Jung Dong-hwan como Kim Nam-yoon

Presidente do Jeguk Group, e pai de Kim Tan e Kim Won. Ele deixa Eun-sang participar do Jeguk High School, para que ela possa perceber que ela e Tan não podem ficar juntos.
- Seo Yi-sook como mãe de Hyo-shin
- Ra Mi-ran como mãe de Myung-soo
- Choi Ji-na como Yoo Kyung-ran, mãe de Young-do
- Choi Eun-kyung como mãe de Ye-sol
- Jung Won-joong como Lee Chan-hyuk, pai de Hyo-shin
- Lee Yeon-kyung como mãe de Bo-na

### Participações
- Yoon Jin-seo como Cha Eun-seok ("Stella")

Irmã mais velha de Cha Eun-sang. Ela é apelidado de "menina má" por Eun-sang por ter egoisticamente deixado sua família. (ep 1)
- Kim Heechul como MC de um programa musical (ep 4)[34]
- 2EYES como eles mesmo (ep 4)
- VIXX como eles mesmos (ep 4)[35]
- BtoB como eles mesmos (ep 4)
- Wang Ji-won como Yang Da-kyung (ep 17, 19-20)
- Lee Hyun-jin como Lee Hyun-jin, irmão mais velho de Bo-na (ep 19)[36]
- Jung Joo-hee como locutor (ep 15-16)
- Park Young-ji como pai de Da-kyung

## Trilha sonora
The Heirs produziu sua trilha sonora dividida em duas partes:
| The Heirs OST 1 |                                             |                                           |         |  |
| N.º             | Título                                      | Artista                                   | Duração |  |
| 1.              | "I'm Saying... (말이야)"                    | Lee Hongki                                | 3:50    |  |
| 2.              | "Love Is..."                                | Park Jang-hyun & Park Hyun-kyu (Bromance) | 3:40    |  |
| 3.              | "Moment"                                    | Lee Changmin (2AM)                        | 3:40    |  |
| 4.              | "In the Name of Love (사랑이라는 이름으로)" | Ken (VIXX)                                | 3:22    |  |
| 5.              | "Two People (두 사람) (Remake)"             | Park Jang-hyun (Bromance)                 | 4:29    |  |
| 6.              | "Serendipity (세렌디피티)"                  | 2Young (투영)                             | 3:37    |  |
| 7.              | "Biting My Lower Lip (아랫입술 물고)"       | Esna (에스나)                             | 3:43    |  |
| 8.              | "Here For You"                              | Big Baby Driver (빅베이비드라이버)        | 3:40    |  |
| 9.              | "What We Used to Be"                        | Big Baby Driver (빅베이비드라이버)        | 3:27    |  |
| 10.             | "Some Other Day"                            | Big Baby Driver (빅베이비드라이버)        | 3:27    |  |
| 11.             | "I Will See You"                            | Trans Fixion (트랜스 픽션)                | 2:54    |  |
| 12.             | "I'm Saying... (말이야) (Inst.)"            | Lee Hongki                                | 3:50    |  |
| 13.             | "Love Is... (Inst.)"                        | Park Jang-hyun & Park Hyun-kyu (Bromance) | 3:40    |  |
| 14.             | "Moment (Inst.)"                            | Lee Changmin (2AM)                        | 4:03    |  |

| The Heirs OST 2 |                                                            |                           |         |  |
| N.º             | Título                                                     | Artista                   | Duração |  |
| 1.              | "Story (스토리)"                                           | Park Shin-hye             | 4:35    |  |
| 2.              | "Crying Again (또 운다)"                                   | Moon Myung-jin (문명진)   | 3:50    |  |
| 3.              | "Only With My Heart (마음으로만)"                          | Lena Park                 | 4:25    |  |
| 4.              | "Don't Look Back (돌아보지마)"                             | Choi Jin-hyuk             | 4:07    |  |
| 5.              | "Painful Love (아픈 사랑)"                                 | Lee Min-ho                | 3:56    |  |
| 6.              | "Love Is... (Acoustic Ver.)"                               | Park Hyun-kyu (Bromance)  | 3:10    |  |
| 7.              | "In the Name of Love (사랑이라는 이름으로) (English Ver.)" | Ken (VIXX)                | 3:22    |  |
| 8.              | "Growing Pains 2 (성장통 2)"                               | Cold Cherry (차가운 체리) | 3:52    |  |
| 9.              | "Heritor"                                                  | Vários Artistas           | 2:04    |  |
| 10.             | "I'm Saying (말이야) (Piano Ver.)"                         | Vários Artistas           | 2:02    |  |
| 11.             | "Dream Catcher"                                            | Vários Artistas           | 2:30    |  |
| 12.             | "Love Is... (Comic Ver.)"                                  | Vários Artistas           | 1:25    |  |
| 13.             | "Logical Love"                                             | Vários Artistas           | 2:44    |  |
| 14.             | "Weight of the Crown"                                      | Vários Artistas           | 3:08    |  |
| 15.             | "Aim at the Crown"                                         | Vários Artistas           | 2:11    |  |
| 16.             | "(별을 세는 아이)"                                         | Vários Artistas           | 2:12    |  |
| 17.             | "Portents of War"                                          | Vários Artistas           | 1:58    |  |
| 18.             | "Dream of One Summer Night (한여름 밤에 꿈)"               | Vários Artistas           | 2:31    |  |

## Recepção
Na tabela abaixo, os números azuis representam as audiências mais baixas e os números vermelhos representam as audiências mais elevadas.
| Episódio | Data de transmissão    | Audiência média | Audiência média              | Audiência média | Audiência média              |
| Episódio | Data de transmissão    | TNmS Ratings    | TNmS Ratings                 | AGB Nielsen     | AGB Nielsen                  |
| Episódio | Data de transmissão    | Em todo o país  | Região Metropolitana de Seul | Em todo o país  | Região Metropolitana de Seul |
| -------- | ---------------------- | --------------- | ---------------------------- | --------------- | ---------------------------- |
| 1        | 9 de outubro de 2013   | 9.9%            | 12.0%                        | 11.6%           | 13.1%                        |
| 2        | 10 de outubro de 2013  | 11.2%           | 13.4%                        | 10.5%           | 11.8%                        |
| 3        | 16 de outubro de 2013  | 10.9%           | 13.9%                        | 10.6%           | 11.8%                        |
| 4        | 17 de outubro de 2013  | 12.4%           | 15.2%                        | 11.5%           | 14.5                         |
| 5        | 23 de outubro de 2013  | 12.2%           | 15.6%                        | 11.4%           | 12.8%                        |
| 6        | 24 de outubro de 2013  | 13.9%           | 17.9%                        | 13.5%           | 14.8%                        |
| 7        | 30 de outubro de 2013  | 12.9%           | 16.2%                        | 12.1%           | 13.1%                        |
| 8        | 31 de outubro de 2013  | 14.1%           | 17.6%                        | 13.1%           | 14.1%                        |
| 9        | 6 de novembro de 2013  | 13.3%           | 16.6%                        | 13.4%           | 15.3%                        |
| 10       | 7 de novembro de 2013  | 14.3%           | 17.9%                        | 15.3%           | 17.2%                        |
| 11       | 13 e novembro de 2013  | 13.9%           | 17.1%                        | 15.4%           | 16.8%                        |
| 12       | 14 de novembro de 2013 | 14.0%           | 17.8%                        | 15.9%           | 17.5%                        |
| 13       | 20 de novembro de 2013 | 18.2%           | 20%                          | 20.6%           | 22.7%                        |
| 14       | 21 de novembro de 2013 | 19.4%           | 23.4%                        | 22.1%           | 24.6%                        |
| 15       | 27 de novembro de 2013 | 18.2%           | 22.7%                        | 19.8%           | 21.0%                        |
| 16       | 28 de novembro de 2013 | 20.2%           | 23.8%                        | 21.1%           | 23.2%                        |
| 17       | 4 de dezembro de 2013  | 21.4%           | 27.6%                        | 21.4%           | 23.4%                        |
| 18       | 5 de dezembro de 2013  | 21.8%           | 27.3%                        | 23.9%           | 26.5%                        |
| 19       | 11 de dezembro de 2013 | 22.5%           | 28.5%                        | 24.3%           | 27.0%                        |
| 20       | 12 de dezembro de 2013 | 23.5%           | 27.9%                        | 25.6%           | 28.6%                        |
| Média    | Média                  | 15.9%           | 19.7%                        | 16.7%           | 18.4%                        |

## Transmissão internacional
Devido a seu elenco e sua roteirista Kim Eun-sook (que já escreveu Lovers in Paris, Secret Garden e A Gentleman's Dignity), os direitos internacionais de transmissão foram vendidos para treze países. Notavelmente, foi que obteve o maior preço de venda no Japão, entre todos os dramas coreanos de 2013.
- Japão
- China - Sohu.com e Youku.com
- Tailândia - Workpoint TV
- Malásia - ONE TV ASIA
- Israel - Viva
- Mongólia - Mongol TV
- Indonésia - RCTI

## Remake
Um remake chinês, também intitulado The Heirs (亿万 继承) começou a ser filmado em Beihai, Guangxi em janeiro de 2014. Sendo co-dirigido por Li Shao Hong e Oh Sang-won, é estrelado por Yu Xiao Tong, Kan Qing Zi, Jiang Jie Meng, Zhang Liang, Wang Zi e o cantor-ator sul-coreano Choi Siwon.

## Prêmios e indicações
| Ano  | Prêmio                                | Categoria                                           | Beneficiário               | Resultado |
| ---- | ------------------------------------- | --------------------------------------------------- | -------------------------- | --------- |
| 2013 | Anhui TV Drama Awards                 | Atriz Estrangeira Popular                           | Park Shin-hye              | Venceu    |
| 2013 | Anhui TV Drama Awards                 | Ator Estrangeiro Popular                            | Kim Woo-bin                | Venceu    |
| 2013 | Baidu Fei Dian ("The Hottest") Awards | Melhor Ator Asiático                                | Lee Min-ho                 | Venceu    |
| 2013 | SBS Drama Awards                      | Prêmio de Melhor Casal                              | Lee Min-ho e Park Shin-hye | Venceu    |
| 2013 | SBS Drama Awards                      | Best Dressed                                        | Lee Min-ho                 | Venceu    |
| 2013 | SBS Drama Awards                      | Prêmio de Popularidade                              | Lee Min-ho                 | Venceu    |
| 2013 | SBS Drama Awards                      | Prêmio de Popularidade                              | Kim Woo-bin                | Indicado  |
| 2013 | SBS Drama Awards                      | Prêmio de Popularidade                              | Park Shin-hye              | Indicado  |
| 2013 | SBS Drama Awards                      | New Star Award                                      | Choi Jin-hyuk              | Venceu    |
| 2013 | SBS Drama Awards                      | New Star Award                                      | Kang Min-hyuk              | Venceu    |
| 2013 | SBS Drama Awards                      | New Star Award                                      | Kim Ji-won                 | Venceu    |
| 2013 | SBS Drama Awards                      | Top 10 Stars                                        | Lee Min-ho                 | Venceu    |
| 2013 | SBS Drama Awards                      | Top 10 Stars                                        | Park Shin-hye              | Venceu    |
| 2013 | SBS Drama Awards                      | Top 10 Stars                                        | Kim Woo-bin                | Venceu    |
| 2013 | SBS Drama Awards                      | Prêmio de Atuação Especial, Atriz em Drama Especial | Kim Sung-ryung             | Venceu    |
| 2013 | SBS Drama Awards                      | Prêmio de Excelência, Atriz em Drama Especial       | Park Shin-hye              | Venceu    |
| 2013 | SBS Drama Awards                      | Prêmio de Excelência Top, Ator em Drama Especial    | Lee Min-ho                 | Venceu    |